# Dorthe Helene Larsen
Dorthe Helene Larsen var en 16-årig dansk skolepige, der forsvandt fra sit hjem i Gadstrup mellem Roskilde og Køge 20. august 1968, og hvis skeletterede lig blev fundet 27. april 1969 i Bangsebroskoven nord for Nykøbing F. Sagen er aldrig blevet opklaret.
Faderen, Hans E. Larsen, var ingeniør og ansat i kommunens tekniske forvaltning, moderen Ritta Larsen var hjemmegående. Dorthes tidlige skoleår foregik på Gadstrup Skole og senere på Peder Syv skolen i Viby, som havde en overbygning, syv kilometer ad kringlede små landeveje, som Dorthe dagligt tilbagelagde på knallert. I skolen gjorde hun indtryk af at være ligevægtig og glad. Samtidig havde omgivelserne indtryk af en pige, der var mere moden end de fleste jævnaldrende.
I sommeren 1968 holdt Dorthe ferie med sin veninde Linda Rasmussen på Falster, hos dennes bedsteforældre, vognmand Anton Stryg Rasmussen og hustru i Sønder Alslev.
Her færdedes hun på Psycedelic Bar i Vesterskov Pavillonen, Nykøbings daværende dansested, bærende stråhat, piberygende og på bare tæer.

## Eksterne links
- Drabssager 1968 Arkiveret 19. oktober 2013 hos  Wayback Machine - drabssageridanmark.beboer2650.dk
- Metaldetektor - gammel krimisag Arkiveret 9. marts 2016 hos  Wayback Machine - nordisk-forum.dk
- Nye spor i 40 år gammel drabssag Arkiveret 29. november 2014 hos  Wayback Machine - folketidende.dk 28. august 2008
- Intet dna-spor i gammel drabssag Arkiveret 29. november 2014 hos  Wayback Machine - folketidende.dk 14. november 2012